# Mercuric
Mercuric è l'album di debutto del gruppo metalcore statunitense Element Eighty. L'album è stato auto-pubblicato dal gruppo il 21 giugno 2001.

## Tracce
1. Flatline – 4:36
2. Bloodshot – 4:46
3. Echo Song – 4:54
4. Ego – 3:43
5. Painmaker – 4:45
6. Yankee Cake – 5:12
7. Frustrated – 4:43
8. R & M – 3:02
9. Pancake Land – 4:03
10. The Same – 5:57
11. Newton Trash – 4:43

## Formazione
- David Galloway - voce
- Matthew Woods - chitarra
- Roon - basso
- Ryan Carroll - batteria